# Valverde de Campos
Valverde de Campos – gmina w Hiszpanii, w prowincji Valladolid, w Kastylii i León, o powierzchni 21,3 km². W 2011 roku gmina liczyła 115 mieszkańców.